# دیمیترو بیلونووه
دیمیترو بیلونووه (اوکراینی: Дмитро Іванович Білоног؛ زادهٔ ۲۶ مهٔ ۱۹۹۵) بازیکن فوتبال اهل اوکراین است.
از باشگاه‌هایی که در آن بازی کرده‌است می‌توان به باشگاه فوتبال اورال یکاترینبورگ، باشگاه فوتبال ینی‌سئی کراسنویارسک، باشگاه فوتبال شاختار دونتسک، باشگاه فوتبال ریتریای، و باشگاه فوتبال دینامو مینسک اشاره کرد.
وی همچنین در تیم‌های ملی فوتبال Ukraine national under-16 football team, Ukraine national under-17 football team, Ukraine national under-18 football team, Ukraine national under-19 football team، و زیر ۲۰ سال اوکراین بازی کرده‌است.